# Канада на зимних Паралимпийских играх 2014
Канада на зимних Паралимпийских играх 2014 года в Сочи представлена 54-я спортсменами в пяти видах спорта.

## Медали
| Бронза |                                |                                                                    |         |
| №      | Спортсмены                     | Вид спорта (дисциплина)                                            | Дата    |
| 1      | Мак Марко ведущий — Робин Феми | Горнолыжный спорт (мужчины, скоростной спуск, с нарушением зрения) | 8 марта |

## Состав сборной и результаты выступлений

### Горнолыжный спорт
Мужчины
| Соревнование     | Класс               | Спортсмены                     | Скоростной спуск/ 1 спуск | Скоростной спуск/ 1 спуск | Слалом/ 2 спуск | Слалом/ 2 спуск | Всего   | Место |
| Соревнование     | Класс               | Спортсмены                     | Время                     | Место                     | Время           | Место           | Всего   | Место |
| ---------------- | ------------------- | ------------------------------ | ------------------------- | ------------------------- | --------------- | --------------- | ------- | ----- |
| Скоростной спуск | С нарушением зрения | Мак Марко ведущий — Робин Феми | н/д                       | н/д                       | н/д             | н/д             | 1:23,02 | 3     |